# Koszary w Staszowie

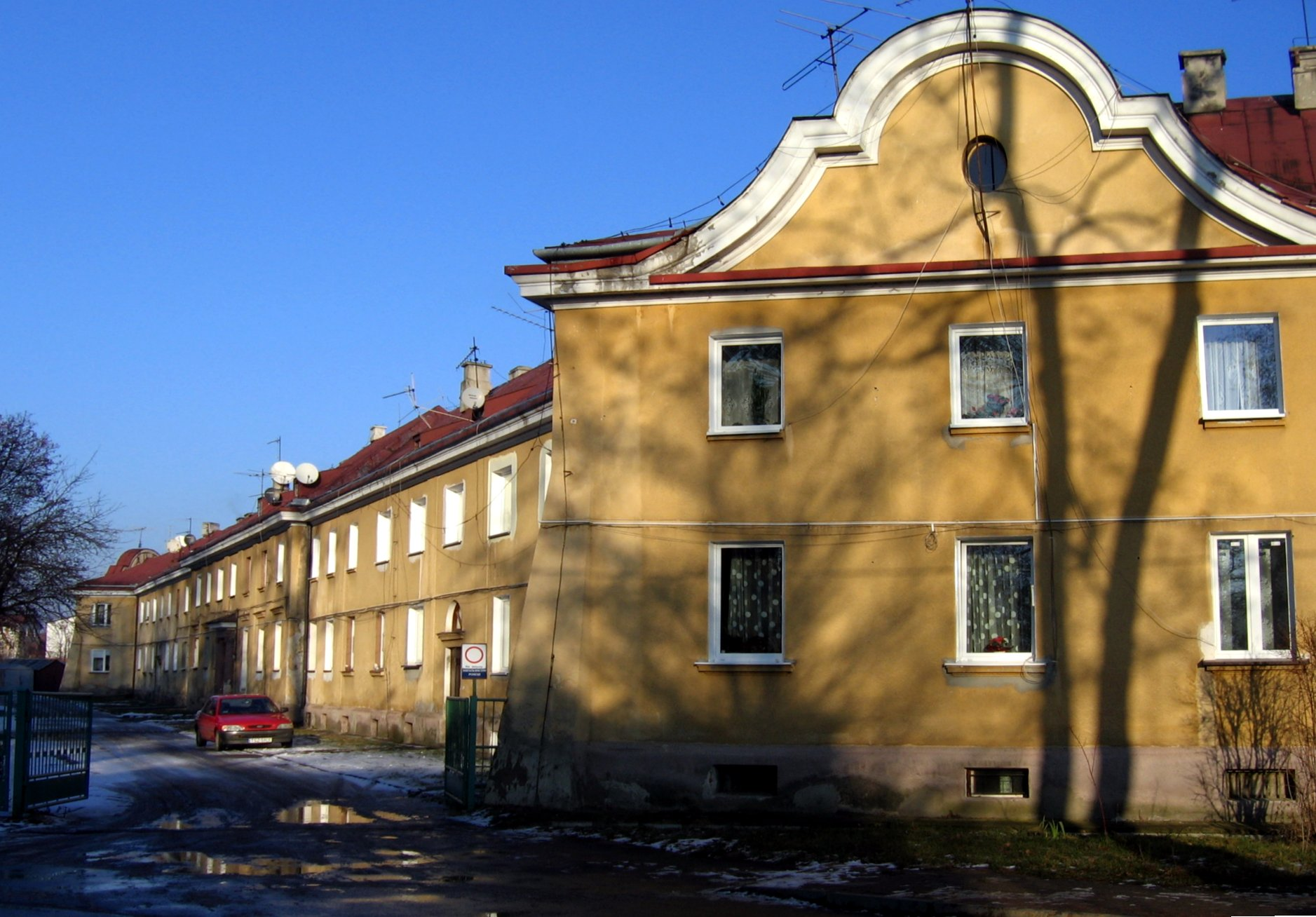
Dawny dom oficerski z początku XX w. – obecnie budynek mieszkalny

Koszary w Staszowie – kompleks koszarowy znajdujący się na terenie garnizonu Staszów. 

## Charakterystyka
Staszowskie koszary kawaleryjskie ulokowane po zachodniej stronie rzeki Czarnej przy ul. Koszarowej 4 i 7 oraz ul. Krakowskiej 44 pobudowane były pod koniec XIX w. przez Rosjan i zajmowane do 1910 przez różne formacje wojsk rosyjskich, na koniec 14 Małorosyjski pułk dragonów. Dokładnej daty ich budowy nie ustalono. Niektóre źródła wskazują, że wybudował je dla carskiego wojska liczącego ok. 800 żołnierzy Maciej Radziwiłł z Rytwian.
Po odzyskaniu niepodległości koszary przejęło Wojsko Polskie. W chwili zakończenia wojny polsko-bolszewickiej kwaterował w nich szwadron zapasowy 2 pułku ułanów. Koszary opuścił 3 kwietnia 1921 i przeszedł do Suwałk. Od 27 sierpnia 1921 kwaterowało tam dowództwo 24 pułku ułanów i jego 1. i 2 szwadron. Wiosną 1922 ułani opuścili Staszów. W 1922 r. w związku z masowymi zachorowaniami mieszkańców na czerwonkę i dur brzuszny jeden z budynków koszarowych zajęty został na tymczasowy szpital. Po przeniesieniu chorych na rekonwalescencję do pobliskiej Dobrej, budynek oddano wojsku. W 1922 lub 1923 r. obiekty wojskowe zajął detaszowany do Staszowa 1 batalion 2 pułku piechoty Legionów. 
Powierzchnia koszar wynosiła 2 ha 59 arów i 63 m². W ich skład wchodziły dwa budynki do zakwaterowania żołnierzy, stajnia, dwa magazyny, dwa budynki gospodarcze, kuźnia, komora gazowa i ujeżdżalnia koni. Przy koszarach zlokalizowany był plac ćwiczeń z boiskiem sportowym, o łącznej powierzchni 3 ha. Poza terenem koszar, przy ul. Krakowskiej, wojsko dysponowało „Domem Żołnierza” z salą teatralną w budynku dawnej cerkwi św. Jerzego, o powierzchni 73 arów i 12 m², oraz wartownią i prochownią, o powierzchni 52 ary i 5 m². W odległości około 200 m na wschód od dawnej cerkwi stał duży budynek, w którym od czasów carskich mieściła się wojskowa łaźnia i pralnia.
Działania zbrojne prowadzone w okresie I wojny światowej w tym regionie doprowadziły do dewastacji koszar. Po detaszowaniu 1 batalionu 2 ppl odremontowano budynki koszarowe, ujeżdżalnię, łaźnię i pralnię. Ponieważ koszary wybudowano dla oddziałów kawalerii, ich znaczną część stanowiły stajnie, a mało miejsca było na zakwaterowanie żołnierzy. Dla kadry oficerskiej, podoficerskiej oraz żołnierzy zawodowych i ich rodzin, wybudowano dom oficerski przy prawym brzegu rzeki Czarnej, na północ od koszar. Budynek mieszkalny powstał z Funduszu Kwaterunku Wojskowego. Oddano go do użytku 16 października 1928 r. Budynek liczył 20 mieszkań i 82 izby. Kadrę podoficerską, dla której nie wystarczyło mieszkań, kwaterowano czasowo w wydzielonej części budynku koszarowego lub w wynajętych w mieście mieszkaniach. Kilku podoficerów zawodowych wybudowało w Staszowie własne domy.
Garnizon Staszów, oprócz terenów szkoleniowych przy koszarach, dysponował także strzelnicą i placem ćwiczeń o powierzchni 20 ha i 15 arów w pobliskim Radzikowie. Strzelnica przy koszarach przeznaczona była do szkoleń z broni małokalibrowej, a pełnowymiarowa strzelnica przygotowana w Radzikowie do strzelań amunicją bojową piechoty na odległość 100, 200 i 300 m. Na ćwiczenia polowe oddziały wyruszały m.in. do Radzikowa, Pocieszki, Pluskawy i Pipały (integralne części miasta Staszów) oraz w Górki Oględowskie. Dowódca 1 batalionu i dowódcy kompanii mieli przydzielone konie do jazdy wierzchem. Nie jest znana liczba koni taborowych, wiadomo tylko, że trzymano je by ciągnęły ciężkie wozy ze sprzętem i amunicją.
W sierpniu 1939 r. zmobilizowane wojsko opuściło koszary by uczestniczyć w kampanii wrześniowej. Po II wojnie światowej jeszcze w 1956 r. obiekty wojskowe w Staszowie były własnością Wojska Polskiego. Wówczas kompleks koszarowy użytkowała Polska Zjednoczona Partia Robotnicza, a budynek mieszkalny Ministerstwo Leśnictwa. W byłej cerkwi działał dom kultury, a z budynków łaźni korzystała Spółdzielnia Szewsko-Cholewkarska. W latach 80. XX w. budynek mieszkalny użytkowany był przez Lasy Państwowe, w krytej ujeżdżalni na rogu ulic Krakowskiej i Oględowskiej działał magazyn zbożowy, a w miejscu dawnej cerkwi funkcjonowało wybudowane w latach 70. XX w. kino „Syrena”. W dawnych koszarach mieściły się budynki Zespołu Szkół Mechanicznych, a na terenie przykoszarowego placu ćwiczeń, położonego na zachód od koszar przy ul. Oględowskiej, zlokalizowane zostało osiedle domów jednorodzinnych. W latach 90. XX wieku w byłej łaźni działały zakłady „WUMET”.
Obecnie (2019) byłe koszary w Staszowie zajmuje Zespół Szkół im. Stanisława Staszica przy ul. Koszarowej, a dom oficerski ponownie pełni swoją funkcję mieszkaniową dla ludności cywilnej. W krytej ujeżdżalni znajduje się sklep. Po dawnej cerkwi ocalało jedynie ogrodzenie przy ul. Krakowskiej 17. 